# Dvorec Weißenstein
Dvorec Weißenstein je dvorec ali palača v Pommersfeldnu na Bavarskem v južni Nemčiji. Zasnovan je bil za Lotharja Franza von Schönborna, knezoškofa Bamberga in nadškofa Mainza, po načrtih Johanna Dientzenhoferja in Johanna Lukasa von Hildebrandta. Weißenstein, zgrajen kot zasebna poletna rezidenca, ostaja v rodbini Schönborn. Velja za mojstrovino baročne arhitekture. :10

## Lega
Dvorec Weißenstein stoji v zgornjem frankovskem okrožju Bamberg v vasi Pommersfelden na Bavarskem v Nemčiji.

## Zgodovina
Leta 1710 je Lothar Franz von Schönborn, knezoškof Bamberga in nadškof Mainza, podedoval posest, potem ko je lokalna družina Truchsess iz Pommersfeldna izumrla. Ukazal je zgraditi palačo kot zasebno poletno rezidenco, plačano iz svojega osebnega bogastva. Leta 1711 je pomagal zagotoviti izvolitev Karla VI., ki ga je nagradil z darilom 100.000 gld. Skupina arhitektov, vključno z Johannom Dientzenhoferjem, ki je pred tem zgradil stolnico v Fuldi in cerkev v Kloster Banzu, ter Johannom Lukasom von Hildebrandtom, dvornim arhitektom cesarja Karla VI., je delala na palači. Marstall (hlev) in park je zasnoval Schönbornov dvorni arhitekt Maximilian von Welsch. Anselm Franz von Ritter zu Groenesteyn je zasnoval veliko gospodarskih poslopij. Lokalni vodja gradnje je bil jezuitski duhovnik Nikolaus Loyson (1676–1720).:229
Palača je bila zgrajena med letoma 1711 in 1719 iz lokalnega peščenjaka, po barvi katerega je palača dobila ime (»beli kamen«). Veliko stopnišče je bilo prva taka struktura, zgrajena v baročnem slogu v Nemčiji. Notranjost je bila dokončana leta 1723. Sodelovali so Johann Michael Rottmayr, Johann Rudolf Byss in Giovanni Francesco Marchini.
Po smrti Lotharja Franza leta 1729 je palača prešla v last njegovega nečaka Friedricha Karla von Schönborna, ki je dal razširiti park. Načrt Balthasarja Neumanna pa je bil uresničen le delno. V zgodnjem 19. stoletju se je park iz prvotne baročne oblike spremenil v angleški krajinski vrt.
Med sedemletno vojno so palačo napadle in poškodovale pruske čete.
Manjša obnovitvena dela so bila opravljena v poznem 19. stoletju. Med letoma 1975 in 2003 potekala ohranitvena dela. 
 

## Opis

### Glavna stavba
Glavno stavbo (Corps de Logis) obdajata dva trakta, ki se z arkadami odpirata proti notranjemu dvorišču. V smeri tega cour d'honneurja se osrednji del glavne stavbe precej opazno razširi, da sprejme veliko osrednje stopnišče. Srednji paviljon glavnega trakta stoji na podstavku v pritličju in ima dve polni zgornji nadstropji z visokimi okni. Drugi deli stavbe imajo samo eno glavno nadstropje in eno vmesno etažo, z izjemo paviljonov, ki sedijo na koncu obeh kril, ki imata dve glavni nadstropji in eno vmesno etažo (v slednji so sobe za goste). Vse fasade so prekrite s svetlo sivim peščenjakom, skulpture in okenski okvirji so iz rumeno-zelenkastega peščenjaka.
Iz istega materiala je izrezljan trikotni zatrep glavne stavbe na sprednji strani vrta z grbom Schönbornov. Ogromna kipa Endimiona in Diane obdajata zatrep. Krasita jo dve figuri, ena drži snop, druga Rog izobilja. Vse te je verjetno naredil Nikolaus Rösch. Zatrep je na vrhu s kipom Atlasa, ki drži nebo.
Zatrep, ki je obrnjen proti cour d'honneur, ima tudi družinski grb, obdan z levi in okronan z Merkurjem. Na levi je figura Atene, simbol miru in znanosti, na desni pa bojevnik s sulico in baklo, ki simbolizira pravkar končano vojno za špansko nasledstvo. Zatrep prikazuje tudi igralca na lutnjo in figuro, ki drži drug Schönbornov grb.
Pred pritličjem glavnega paviljona so štiri kiparske skupine (peščenjak), po dve na vrtni in dvoriščni strani. Verjetno jih je izdelal Burkard Zammels, ki je tukaj delal v letih 1718–20. Na sprednji strani vrta prikazujeta kipa Plutona in Prozerpine na levi ter Apolona in Dafne na desni. Na strani cour d'honneur so figure nekoliko nejasne in so jih razlagali kot alegorije pravičnosti in zmage ter budnosti in resnice. Izrezljan pes nosi ovratnico z začetnicama "LFC", ki se nanašajo na gradbenika Lotharja Franza Churfürsta.
Veliko stopnišče se razteza skozi vsa tri nadstropja glavnega paviljona. Kot predlaga Hildebrandt, galerije gledajo na stopnišče v obeh zgornjih nadstropjih. Velika stropna freska Johanna Rudolfa Byssa (1713), ki je kasneje postal direktor galerije slik v palači, prikazuje štiri takrat znane celine okoli osrednjega sončnega voza Feba Apolona. Skulpture (Jupiter, Junona, Urania in Kozmos) je izdelal Zammels. Vaze, putti in par otrok so delo P. Benkerta in njegove delavnice. Štukature je opravil Daniel Schenk. Poslikane ograje, ki podaljšujejo resnične arhitekturne značilnosti, je Marchini.
Odgovoren je bil tudi za delo Trompe l'oeil v prostorih Gartensaal v pritličju, do katerih se dostopa med dvema stopniščema. Njegovo delo je vidno v obeh stranskih dvoranah. Na zahodu je ustvaril podobo jonskih stebrov, ki obkrožajo poglede na idealno italijansko pokrajino pod nebom, naseljenim s Floro in Pomono, ki lebdita na oblakih. Na vzhodu poslikani stebri dajejo pogled na angele, ki se soočajo z vhodom, ki se "podira". Osrednja dvorana ima stropno fresko, ki prikazuje alegorične »čase dneva« Johanna Jakoba Gerbhardta. Sobo je v jamo spremenil Georg Hennicke, ki je na stene nanesel poldrage kamne in školjke. Dodal je tudi različne živalske in putto figure. Štiri velike kipe štirih elementov iz štukature je izdelal Zammels.
V prvem nadstropju je glavna dvorana palače, Marmorsaal (marmorna dvorana), prav tako obrnjena proti vrtu. Pilastri in stebri iz rdečega štukaturnega marmorja se odmikajo od zelenih sten. Na pragovih so Zammelsove štukature, ki prikazujejo alegorije turške in perzijske monarhije na notranji steni ter rimske in grške monarhije na zunanji steni. V vogalih so upodobljene štiri dobe. Stropna freska Franza Michaela Rottmayrja prikazuje Auroro, ki jo pozdravljajo Junona, Venera in Dioniz. Na sredini vsake stene je prikazana vrlina: pravičnost, moč, delavnost in modrost. Štukatura Daniela Schenka prikazuje putte, vaze in orle.

### Stranski krili
Desno krilo vsebuje galerijo slik v palači in njeno knjižnico s štukaturami D. Schenka in G. Hennickeja po letu 1713. Schönborn je zbral veliko število slik sodobnih umetnikov, med katerimi so bili številni Nizozemci, ki so bile obešene do štiri navpične vrste, in v celoti prekrivajo stene galerije. Posebej je cenil slikarstvo članov svoje družine, Habsburžanov in drugih vladarjev ter redke živalske motive. Schönborn je zbiral tudi vzhodnoazijski porcelan, ki so mu ga množično dostavljali člani jezuitov, ki jih je podpiral. Druge zbirke vključujejo fajanso, izdelano v Delftu, steklo in morske školjke.
V kapeli palače so tri pomembna umetniška dela: italijansko Objokovanje Kristusa (17. stoletje), Mož žalosti iz Španije (ok. 1730) in poznogotska Mati božja.

### Marstall
Marstall (hlev) je južno od cour d'honneur in je povezan s stranskimi krili palače z ograjo iz kovanega železa. Zgradil ga je Johann Dientzendorffer na podlagi načrtov Maximiliana von Welscha 1714-7 in ima konkavno sprednjo stran, ki gleda na dvorišče. Zgrajen je bil z eno etažo manj, kot je bilo prvotno predvideno. Marstall ima dvojne stebre, ki krasijo osrednji del, na vrhu katerega je stolp z uro. Pod tem je ovalna dvorana, strop s fresko Perzej in Andromeda G.F. Marchini.

### Park
Formalni vrt je začel graditi von Welsch leta 1715. Po letu 1722 je Schönborn na predlog svojega nečaka Friedricha Carla poklical Abrahama Huberja iz Salzburga, ki je do leta 1723 dal pognati fontane. Kip je bil dodan šele po smrti Lotharja Franza leta 1741. Lipov drevored je bil zasajen leta 1768 z 200 lipami z Aischer Walda. Preoblikovanje formalnega baročnega vrta v angleški krajinski vrt se je začelo že leta 1786 pod vodstvom Huga Damiana Erweina von Schönborn-Wiesentheida in je bilo dokončano v 19. stoletju.

## Danes
Dvorec ostaja v lasti družine Schönborn. Velja za baročno mojstrovino, kombinacija zunanjosti in dobro ohranjene notranjosti pa ji daje evropski pomen.
Palača in njen park sta odprta za javnost. V Marstallu in Oranžeriji je danes hotel (trenutno zaprt).
Palača vsebuje največjo zasebno zbirko baročne umetnosti v Nemčiji, ki vsebuje več kot 600 slik. Zastopani baročni in renesančni umetniki so Artemisia Gentileschi, Peter Paul Rubens, Albrecht Dürer, Tizian, Rembrandt in Anthonis van Dyck.